# 扎賓卡
扎賓卡是白俄羅斯的城市，位於首府布列斯特東北24公里的穆哈韋茨河畔，由布列斯特州負責管轄，面積9.11平方公里，海拔高度170米，2011年人口13,236。

## 外部連結
- views of the town （页面存档备份，存于）

52°12′02″N 24°01′24″E / 52.20056°N 24.02333°E